# Just a Lil Bit
Just a Lil Bit è un brano musicale del rapper statunitense 50 Cent, pubblicato come terzo singolo dall'album The Massacre del 2005. Il singolo è riuscito ad arrivare sino alla terza posizione della classifica Billboard Hot 100.

## Tracce
Vinile 12" Shady Records – INTR-11390-1
Lato A
1. Just A Lil Bit (Edited) - 3:58
2. Just A Lil Bit (Explicit) - 3:58

Lato B
1. Just A Lil Bit (Instrumental) - 3:58
2. Just A Lil Bit (Acapella) - 2:29

CD singol
1. Just A Lil Bit (Clean Version) - 3:57
2. Just A Lil Bit (Explicit Version) - 3:57
3. Just A Lil Bit (Instrumental) - 3:57

## Classifiche
| Classifica (2005)                        | Posizione più alta |
| ---------------------------------------- | ------------------ |
| Australia (ARIA)                         | 13                 |
| Austria (Ö3 Austria Top 40)              | 13                 |
| Belgio (Ultratop 50 Flanders)            | 9                  |
| Belgio (Ultratop 40 Wallonia)            | 20                 |
| European Hot 100 Singles (Billboard)     | 14                 |
| Francia (SNEP)                           | 38                 |
| Germania (Media Control AG)              | 11                 |
| Irlanda (IRMA)                           | 9                  |
| Paesi Bassi (Dutch Top 40)               | 21                 |
| Nuova Zelanda (RIANZ)                    | 8                  |
| Svizzera (Schweizer Hitparade)           | 11                 |
| UK Singles (The Official Charts Company) | 10                 |
| US Billboard Hot 100                     | 3                  |
| US Hot R&B/Hip-Hop Songs (Billboard)     | 3                  |
| US Pop 100 (Billboard)                   | 7                  |
| US Radio Songs (Billboard)               | 2                  |
| US Rap Songs (Billboard)                 | 1                  |